# Ozyptila sakhalinensis
Ozyptila sakhalinensis is een spinnensoort in de taxonomische indeling van de krabspinnen (Thomisidae).
Het dier behoort tot het geslacht Ozyptila. De wetenschappelijke naam van de soort werd voor het eerst geldig gepubliceerd in 1990 door Ono, Yuri M. Marusik & Dmitri Viktorovich Logunov.